# Falkušovce
Falkušovce és un poble i municipi d'Eslovàquia. Es troba a la regió de Košice, a l'est del país. El 2017 tenia 663 habitants.

## Història
La primera referència escrita de la vila data del 1290.

## Demografia
| Godina             | 1994 | 2004   | 2014   | 2024   |
| ------------------ | ---- | ------ | ------ | ------ |
| Nombre de persones | 615  | 673    | 666    | 659    |
| Diferència         |      | +9,43% | −1,04% | −1,05% |

| Godina             | 2023 | 2024   |
| ------------------ | ---- | ------ |
| Nombre de persones | 670  | 659    |
| Diferència         |      | −1,64% |